# Rinyaszentkirály
Rinyaszentkirály egy község Somogy vármegyében, a Nagyatádi járásban.

## Fekvése
Nagyatádtól délre, Taranytól délkeletre, Bakházától pedig északkeletre fekszik; közigazgatási területét érinti a Babócsa-Nagyatád közti 6807-es út is, de lakott területei közúton csak keleti irányból, Görgeteg felől közelíthetők meg. a 68-as főútból nyugat felé kiágazó 68 125-ös számú mellékúton.

## Története
A település már az államalapításkor lakott hely lehetett, (bronzkori halottiurna-töredékek is kerültek elő a településen[forrás?]) de neve csak az 1332–1337-es pápai tizedjegyzékben fordult elő először írásban, ekkor nevét S. Rege formában írták, 1451-ben pedig már Zenthkyral alakban. A török pusztítás Szentkirályt sem kerülte el: templomát is lerombolták, de a 19. században a település jelentős fejlődésen ment keresztül: 1842-ben új templom épült, 1850-ben pedig már 1799-en lakták a falut.
A Pallas nagy lexikonában a 19. század végén ezt írták róla: „Rinya-Szent-Király (:) kisközség Somogy vármegye nagyatádi j.-ban, (1891) 1183 magyar lak., postahivatallal és postatakarékpénztárral.”
A 20. század elején olvasókör és többféle egylet alakult, létrejött egy hitelszövetkezet, valamint a katolikusok és a reformátusok is működtettek népiskolát. A faluban számos szakma képviselői dolgoztak, még fényképész is volt köztük, emellett pedig posta és három vendégfogadó is szolgáltatásokat nyújtott a településen. A Rinyaszentkirály határában található halastórendszer a nagyatádi halgazdaság része, ennek tavait 1919 és 1921 között hadifoglyok létesítették. A második világháborúban a templom tornyát részben szétlőtték, a harangok a földre estek, 1986-ban pedig elrepedt a kis harang, amit újra kellett önteni.
1990-ben létrejött a község önálló önkormányzata, de körjegyzőséget Görgeteggel együtt alkotott. Ettől az időszaktól kezdve egyre több külföldi (főként német) vásárol házat a faluban. Fiókkönyvtár és klubhelyiség létesült, az egészségügyi ellátás és a vezetékes ivóvíz az egész településen elérhető, a sportolni vágyók főként labdarúgással töltik az idejüket.
2015 novemberében készült el a Nagyatádot, Bakházát, Görgeteget, Háromfát, Kutast, Lábodot, Ötvöskónyit, Rinyaszentkirályt, valamint Taranyt érintő szennyvíz-beruházás.

## Közélete

### Polgármesterei
- 1990–1994: Horváth József (független)[7]
- 1994–1998: Horváth József (független)[8]
- 1998–2002: Horváth József (független)[9]
- 2002–2006: Molnár József (független)[10]
- 2006–2010: Molnár József (Somogyért Egyesület)[11]
- 2010–2014: Molnár József (független)[12]
- 2014–2019: Molnár József (független)[13]
- 2019–2024: Molnár József (független)[14]
- 2024– : Pettendi Miklós (független)[1]

## Népesség
A település népességének változása:
| Lakosok száma | 394  | 409  | 389  | 374  | 378  | 393  | 370  |
|               | 2013 | 2014 | 2015 | 2021 | 2022 | 2023 | 2024 |

A 2011-es népszámlálás során a lakosok 94,9%-a magyarnak, 19% cigánynak mondta magát (4,9% nem nyilatkozott; a kettős identitások miatt a végösszeg nagyobb lehet 100%-nál). A vallási megoszlás a következő volt: római katolikus 65,1%, református 9,7%, evangélikus 0,3%, felekezet nélküli 8,7% (16,2% nem nyilatkozott).
2022-ben a lakosság 92,1%-a vallotta magát magyarnak, 9,8% cigánynak, 0,8% egyéb, nem hazai nemzetiségűnek (7,9% nem nyilatkozott; a kettős identitások miatt a végösszeg nagyobb lehet 100%-nál). Vallásuk szerint 51,3% volt római katolikus, 5,6% református, 0,3% evangélikus, 0,5% egyéb keresztény, 0,5% egyéb katolikus, 12,7% felekezeten kívüli (29,1% nem válaszolt).

## Nevezetességei

### Természeti környezet
A településtől északra, a Lábodi-Rinyán kialakított horgásztavak csukáikról országos hírnévre tettek szert, de madárviláguk is igen értékes. Viszonylag kis területű (63 hekrátos), de természetvédelmi szempontból jelentős a Duna–Dráva Nemzeti Park kezelése alá tartozó Rinyaszentkirályi-erdő Természetvédelmi Terület, ahol Somogy egykori összefüggő erdőtömbjének egy részlete áll fokozott védelem alatt. Fészkel itt többek között fokozottan védett rétisas és barna kánya is, többek között ezen fajok háborítatlansága érdekében a terület turisták számára nem látogatható.

### Épített értékek
183 éves református temploma 2009 óta műemléki védettség alatt áll. A település első és második világháborús hősi halottainak emlékoszlopa a temetőben áll, itt minden év júniusának első vasárnapján megemlékezést tartanak.